# Kamov Ka-15
Kamov Ka-15 (V kódu NATO: Hen) byl sovětský lehký víceúčelový vrtulník z poloviny padesátých let 20. století. Je pro něj typická konstrukce rotoru se dvěma protiběžnými rotory a zdvojená svislá ocasní plocha místo vyrovnávacího rotoru, což se stalo pravidlem i u jeho následovníků. Je to první sériově vyráběný vrtulník s koaxiálními rotory.

## Historie
Let prvního prototypu se uskutečnil 14. dubna 1953. V kokpitu byl zkušební šéfpilot Kamova Dmitrij Konstantinovič Efremov. Sériová výroba byla zahájena roku 1956 v závodu v Ulan-Ude. Stroj byl u pilotů velmi oblíbený díky své stabilitě. Dne 6. května 1959 vrtulník dosáhl světového rekordu Mezinárodní letecké federace (FAI) v rychlosti na uzavřeném okruhu v délce 500 km bez nákladu. Jeho průměrná rychlost byla 170,45 km/h. V Sovětské armádě byl využívám především námořním letectvem. Od roku 1959 se vyráběla jeho modernizovaná verze Kamov Ka-18. Vyrobeno bylo přibližně 375 kusů.

## Popis
Ka-15 byl jednomotorový dvoumístný lehký vrtulník. Má dva protiběžné třílisté koaxiální rotory a zdvojenou svislou ocasní plochu místo vyrovnávacího rotoru. Vybaven byl pevným podvozkem. Pohon zajišťoval jeden devítiválcový vzduchem chlazený hvězdicový motor Ivčenko AI-14V o výkonu 188 kW  (252 k).

## Verze
- Ka-15 – základní vojenská verze – spojovací, pozorovací, dopravní
- Ka-15M – civilní verze pro zemědělství, dopravu, energetice a další odvětví
- Uka – cvičný vrtulník
- Ka-18 – modernizace vyráběná od roku 1959

## Specifikace (Ka-15M)

### Technické údaje
citováno dle
- Osádka: 1 pilot
- Kapacita: 1 cestující nebo 364 kg nákladu
- Délka: 6,26 m
- Výška: 3,35 m
- Průměr rotoru: 9,96 m
- Plocha rotoru: 155,8 m²
- Prázdná hmotnost: 996 kg
- Vzletová hmotnost: 1360 kg
- Maximální vzletová hmotnost: 1410 kg
- Motor: 1× devítiválcový vzduchem chlazený hvězdicový motor Ivčenko AI-14V
  - Výkon motoru: 188 kW  (252 k)

### Výkony
- Maximální rychlost: 155 km/h
- Cestovní rychlost: 120 km/h
- Dostup: 3500 m
- Dolet: 520 km
- Plošné zatížení: 9 kg/m²
- Poměr výkon/hmotnost: 0,14 kW/kg